# Гвардейская (балка)
Гвардейская (укр. Гвардійська) — маловодная балка в Джанкойском районе Крыма. Длина водотока — 7,9 км, площадь водосборного бассейна — 122 км².
В настоящее время, по номенклатуре Северо-Крымского канала, представляет собой главный коллектор № 10 канала длиной 13,0 км (в том числе по руслу реки 7,9 км), покрывающий площадь с дренажной сетью 9155 гектаров. Гвардейская проходит в северном направлении, имеет 3 безымянных притока длиной менее 5 километров, в балке создано несколько водохранилищ общим объёмом около 23 тыс. м³, вдоль русла созданы прибрежные защитные полосы шириной до 25 м площадью 50 гектаров. Ложе балки состоит из аллювиальных (пойменных) суглинков и супесей, сверху покрытых лугово-каштановыми солонцеватыми почвами и их сочетаниями с лугово-степными солонцами.
Впадает в солончак залива Сиваш у села Славянское на отметке — 0,4 м от уровня моря. Водоохранная зона балки установлена в 100 м.